# Harri Koskela
Harri Koskela (n. 8 octombrie 1965, Lapua, Vaasa Province⁠(d), Finlanda) este un luptător ce a reprezentat Finlanda, medaliat olimpic. A participat la 3 ediții ale Jocurilor Olimpice (1988, 1992, 1996) în care a câștigat o medalie de argint.